# Heinlesklinge
Die Heinlesklinge ist eine etwas über einen halben Kilometer lange Waldklinge am Bühlertalrand beim Weiler Unterscheffach der Gemeinde Wolpertshausen im Landkreis Schwäbisch Hall im nordöstlichen Baden-Württemberg. Der fast zwei Kilometer lange, nach ihr benannte Bach durch die Heinlesklinge mündet im Weiler von rechts und insgesamt etwa Nordosten in die untere Bühler.

## Geographie

### Verlauf
Der Bach durch die Heinlesklinge ist der Abfluss eines nur 2 oder 3 Ar großen Fischteichs an der Südseite der K 2569 vom Weiler Rudelsdorf zum Weiler Reinsberg der Gemeinde Wolpertshausen etwa 0,2 km vor dem östlichen Ortsrand von Reinsberg. Der auf etwa 430 m ü. NHN in einer kleinen, von großen Ackerflächen umringten Wiesenfläche liegende kleine See entwässert südwärts, sein Abfluss zieht fern des Reinsberger Weichbildes entlang von Grundstücksgrenzen. Nach etwa 0,7 km steht erstmals wieder seit dem von etwas Bäumen und Gebüsch umsäumten Quellsee ein Feldgebüsch am Ufer.
Der in einem schnurgeraden Graben laufende Bach unterquert dann einen gut ausgebauten Feldweg und wendet sich nach Südwesten. Nach weiteren etwa 0,4 km unterquert er südlich von Reinsberg am Rand der Hochebene auf nurmehr etwa 400 m ü. NHN und etwa 0,2 östlich des Steigenkopfs der K 2568 von Reinsberg hinunter nach Unterscheffach einen weiteren gut ausgebauten Feldweg und tritt dann in die bewaldete Heinlesklinge am rechten Bühlertalhang ein.
Dort stürzt der kaum je austrocknende Bach zunächst unter hohen Felswänden  steil zu Tale. Weiter abwärts weitet sich die Schlucht zu einer v-förmigen Klinge aus. Am rechten Oberhang läuft flacher die Steige der K 2568 zum Steigenschlag weiter im Westen an unteren Talhang des abwärtigen Bühlertals. Der Bach dagegen erreicht nach nur etwas über einen halben Kilometer in der Heinlesklinge auf etwa 310 m ü. NHN den Ortsrand des Wolpertshausener Talweilers Unterscheffach, den er flacher durchläuft.
Zwischen den aus Bruchsteinen aufgeschichteten Wänden eines kleinen Bachtroges erreicht er die im Weiler Kirchstraße genannte K 2667 durchs untere Bühlertal, unterquert diese und mündet nach weiteren 0,2 km auf etwa 281 m ü. NHN von rechts und Nordosten in die untere Bühler, etwa fünfzig Meter vor der diese überspannenden Brücke der auf der anderen Talseite in Richtung Itterbach wieder aufsteigenden K 2568, neben der entlang vom anderen Talhang her der Greutbach in die Bühler mündet.
Der Bach aus der Heinlesklinge mündet nach einem 1,9 km langen Lauf mit mittleren Sohlgefälle von etwa 78 ‰ ungefähr 149 Höhenmeter unterhalb seines Quellteichs. Etwa drei Fünftel seines Gesamtgefälles erfährt er auf dem weniger als ein Drittel des Gesamtlaufes umfassenden Laufabschnitt in der Heinlesklinge.

### Einzugsgebiet
Die Heinlesklinge hat ein Einzugsgebiet von 1,2 km² Größe. Der weitaus größere Anteil davon auf der Hochebene liegt, naturräumlich gesehen, im Unterraum Haller Ebene der Hohenloher und Haller Ebene, der mündungsnahe Klingenlauf und der schmale Mündungskeil im Bühlertal rechnen dagegen zum Unterraum Mittleres Kocher- und Unteres Bühlertal der Kocher-Jagst-Ebenen. Am höchsten ist das Gelände mit etwa 441 m ü. NHN an der Nordostspitze auf der Kuppe Höhe nordöstlich von Reinsberg. Konkurrierende Gewässer sind im Osten die große Schmerach, der nächstobere rechte Zufluss der Bühler, im Nordwesten der Ramsbach und im Nordnordwesten der Bach durch die Kressenklinge, die nächsten zwei rechten Zuflüsse von dieser.
Auf der Hochebene liegen fast nur Äcker, die Klinge ist bewaldet. Im Einzugsgebiet, das in Gänze zur Gemeinde Wolpertshausen gehört, liegen große Teile des Weilers Reinsberg auf der rechten Wasserscheide und des Mündungsweilers Unterscheffach.

### Zuflüsse
Auf jeder Seite der Heinlesklinge läuft eine weitere Klinge mit seltenerer Wasserführung den Bühlertalhang herab bis an den Ortsrand von Unterscheffach und nahe an den hier behandelten Bach, ohne dass es jeweils einen sie fortsetzenden offenen Wasserlauf gäbe. Das Wasser der deutlich längeren linken (knapp 0,4 km) könnte statt in den Bach aus der Heinlesklinge auch vor dessen Mündung über den sumpfigen Talwiesenbereich um die ehemalige Wasserburg Unterscheffach die Bühler erreichen. Bei der kürzeren rechten spricht das Geländegefälle ziemlich sicher für einen eigenständigen Abfluss in die Bühler im Bereich der Unterscheffacher Flussbrücke oder kurz nach ihr.

## Geologie
In der Heinlesklinge durchschneidet der Bach den Oberen Muschelkalk. Von links sind Rutschmassen in die Klinge gestürzt. Der folgende Ortsbereich von Unterscheffach liegt dann schon in Höhe des Mittleren Muschelkalks, der dort allerdings durch den Mündungsschuttfächer des Baches überdeckt ist. Unterscheffach wurde also, wie viele Siedlungsplätze im unteren Bühler- und mittleren Kochertal, sicher vor Hochwässern des Hauptgewässers auf der Schüttung eines zulaufenden Klingenbaches gegründet. Die Rutschscholle in der Klinge ist amtlich als Geotop ausgewiesen.

## Natur und Schutzgebiete
Die Heinlesklinge beginnt am oberen rechten Bühlertalhang als steil eingeschnittene Klinge mit bis zu zehn Meter hohen Felswänden beidseits über dem gewöhnlich wasserführenden, von Steinblöcken übersäten, oft aus felsigen Platten gebildeten Bett des an einer Stelle auch über einen Wasserfall herabstürzenden Bachs. Auch im weiteren Verlauf der sich v-förmig ausweitenden Klinge stehen zuweilen Felsen am Waldhang und in dessen oberen Bereich treten Sickerquellen aus.
Die Klinge ist beidseitig von einigen Steinriegeln im Wald des Bühlertalhangs begleitet, die konvergent ebenfalls auf Unterscheffach zulaufen.
Der gesamte rechte Bühlertalhang über diesem Weiler, ausgenommen nur den Ortsbereich, liegt im Landschaftsschutzgebiet Bühlertal zwischen Vellberg und Geislingen mit Nebentälern und angrenzenden Gebieten. Die Bühler, ein schmaler Uferbereich um sie und deshalb auch die Mündung des Bachs aus der Heinlesklinge liegen im Naturschutzgebiet Unteres Bühlertal.

### LUBW
Amtliche Online-Gewässerkarte mit passendem Ausschnitt und den hier benutzten Layern: Bachlauf durch die Heinlesklinge und deren Einzugsgebiet

Allgemeiner Einstieg ohne Voreinstellungen und Layer: Daten- und Kartendienst der Landesanstalt für Umwelt Baden-Württemberg (LUBW) (Hinweise)
1. 1 2 3  Höhe nach dem Höhenlinienbild auf dem Hintergrundlayer Topographische Karte.
2. ↑  Länge nach dem Layer Gewässernetz (AWGN), ergänzt um ein nur kurzes, dort nicht berücksichtigtes Anfangsstück, dieses abgemessen auf dem Hintergrundlayer Topographische Karte.
3. ↑  Einzugsgebiet abgemessen auf dem Hintergrundlayer Topographische Karte.
4. ↑  Seefläche abgemessen auf dem Hintergrundlayer Topographische Karte.
5. ↑  Länge abgemessen auf dem Hintergrundlayer Topographische Karte.
6. ↑  Schutzgebiete nach den einschlägigen Layern, Natur teilweise nach dem Layer Biotop.

### Andere Belege
1. ↑  Wolf-Dieter Sick: Geographische Landesaufnahme: Die naturräumlichen Einheiten auf Blatt 162 Rothenburg o. d. Tauber. Bundesanstalt für Landeskunde, Bad Godesberg 1962. → Online-Karte (PDF; 4,7 MB)
2. ↑  Geologie nach den Layern zu Geologische Karte 1:50.000 auf: Mapserver des Landesamtes für Geologie, Rohstoffe und Bergbau (LGRB) (Hinweise)
3. ↑  Geotopsteckbrief der Rutschscholle in der Heinlesklinge (PDF, 329 kByte) auf dem Server des Landesamtes für Geologie, Rohstoffe und Bergbau (LGRB).